# Siyum HaShas
Siyum HaShas (en hebreu: סיום הש"ס) (en català: "El compliment dels sis ordres del Talmud") és la celebració de la finalització del programa Daf Yomi (una pàgina diària del Talmud babilònic), és un cicle d'aprenentatge de la Torà oral i els seus comentaris que dura set anys i mig, en el qual cadascuna de les 2.711 pàgines del Talmud de Babilònia són estudiades en ordre.
El primer cicle de Daf Yomi va començar el primer dia de Roix ha-Xanà de 5684 (l'11 de setembre de 1923); el dotzè cicle va concloure el 2 d'agost de 2012, i l'endemà va començar el tretzè cicle, que conclourà el 4 de gener de 2020. El Siyum HaShas marca el final del cicle anterior i el principi del següent, i es caracteritza per discursos inspiradors, cants i balls emocionants. Per als jueus que creuen que l'estudi de la Torà és una obligació diària, la publicitat i l'entusiasme que envolta al Siyum HaShas ha resultat en més participants, més lliçons de Daf Yomi (shiurim), i més indrets on se celebra el Siyum.

## Primer Siyum
El primer Siyum HaShas va tenir lloc, 2 de febrer de 1931 a diverses ciutats d'Europa oriental i a Jerusalem, la celebració va tenir lloc principalment en la recentment inaugurada Ieixivà Chachmei Lublin, a la ciutat de Lublin, a Polònia. Desenes de milers de jueus van assistir a aquests esdeveniments. El rabí Meir Shapiro va presidir el Siyum en la seva Ieixivà en presència de molts líders de la comunitat jueva polonesa. Als Estats Units d'Amèrica, es van celebrar dues Siyum a Baltimore i a Filadèlfia. Des de 1990, la celebració del Siyum als Estats Units d'Amèrica, ha estat organitzada per l'organització Agudath Israel d'Amèrica. L'assistència del públic va augmentar dramàticament, i l'ús d'estadis més grans es va fer necessari.

## Dotzè Siyum
El dotzè Siyum HaShas va tenir lloc l'1 d'agost de 2012 a l'Estadi Metlife de Nova Jersey, el Siyum va comptar amb l'assistència de més de 93.000 jueus ortodoxos. Altres celebracions que van tenir lloc als Estats Units d'Amèrica, Israel, Canadà, Europa i Austràlia, van aplegar a centenars de milers de persones.

## Tretzè Siyum
El tretzè Siyum HaShas va tenir lloc entre gener i febrer de 2020 en diversos indrets dels Estats Units, Europa i Austràlia. L'esdeveniment principal va tenir lloc als Estats Units i va ser organitzat per l'organització jueva ultraortodoxa Agudath Israel d'Amèrica, l'1 de gener a l'estadi MetLife, que té una capacitat per a 92.000 persones, i també al Barclays Center de Brooklyn, Nova York. Les primeres celebracions del Siyum van tenir lloc al desembre de 2019 a Melbourne i a Viena. A Israel, l'organització Hadran va organitzar un Siyum centrat en l'ensenyament del Talmud i en la promoció del programa d'aprenentatge Daf Yomi per a la dona. L'organització ultraortodoxa Dirshu va celebrar el seu propi Siyum al Prudential Center de Newark (Nova Jersey), el 9 de febrer de 2020.